# Cropera seminuda
Cropera seminuda är en fjärilsart som beskrevs av George Francis Hampson 1910. Cropera seminuda ingår i släktet Cropera och familjen tofsspinnare. Inga underarter finns listade i Catalogue of Life.